# Чуїчу (Аризона)
Чуїчу (англ. Chuichu) — переписна місцевість (CDP) в США, в окрузі Пінал штату Аризона. Населення — 240 осіб (2020).

## Географія
Чуїчу розташований за координатами 32°44′25″ пн. ш. 111°46′56″ зх. д. / 32.74028° пн. ш. 111.78222° зх. д. (32.740330, -111.782192).  За даними Бюро перепису населення США в 2010 році переписна місцевість мала площу 17,79 км², уся площа — суходіл.

## Демографія
Згідно з переписом 2010 року, у переписній місцевості мешкало 269 осіб у 71 домогосподарстві у складі 55 родин. Густота населення становила 15 осіб/км².  Було 96 помешкань (5/км²).
Расовий склад населення:
| - 98,1 % — корінних американців - 1,9 % — білих |

До двох чи більше рас належало 0,0 %. Частка іспаномовних становила 10,0 % від усіх жителів.
За віковим діапазоном населення розподілялося таким чином: 37,2 % — особи молодші 18 років, 53,9 % — особи у віці 18—64 років, 8,9 % — особи у віці 65 років та старші. Медіана віку мешканця становила 28,9 року. На 100 осіб жіночої статі у переписній місцевості припадало 99,3 чоловіків;  на 100 жінок у віці від 18 років та старших — 96,5 чоловіків також старших 18 років.
Середній дохід на одне домашнє господарство  становив 42 812 долари США (медіана — 39 350), а середній дохід на одну сім'ю — 42 812 долари (медіана — 39 350). 
Цивільне працевлаштоване населення становило 74 особи. Основні галузі зайнятості: освіта, охорона здоров'я та соціальна допомога — 66,2 %, будівництво — 25,7 %, науковці, спеціалісти, менеджери — 8,1 %.